# Fusebox
Fusebox — свободный фреймворк для разработки больших и сложных веб-приложений. Изначально разрабатывался для ColdFusion (CFML), но позже был создан вариант для языка PHP.
Используется методология разработки FLiP (Fusebox Lifecycle Process).
Проект основан в 1997 году. Последняя оригинальная версия 5.5.1 вышла в марте 2008 года.